# DJK Schweinfurt
Die DJK Schweinfurt e. V. ist ein deutscher Sportverein mit Sitz in Schweinfurt.

## Abteilungen

### Fußball
Die erste Herrenmannschaft spielt derzeit in der Kreisliga Schweinfurt.

### Leichtathletik
Erstmals bei den deutschen Meisterschaften 1956 kam ein für den Verein startender Sportler in die finale Ausscheidung von seiner Sportart. Hier erreichte Robert Wiener mit einer Weite von 14,28 m im Dreisprung im Finale den fünften Platz. Bei den Meisterschaften im nächsten Jahr gewann er mit 14,91 m dann schließlich die Goldmedaille. Ein weiters Jahr später, kam er im Finale nur auf eine Weite, die einen Zentimeter hinter der vom vorherigen Jahr war, diesmal jedoch nur für die Bronzemedaille reichte. Sein letzter Start für den Verein war bei den Meisterschaften 1959, hier landete er jedoch nur auf dem vierten Platz. Danach sind keine Starter für den Verein mehr aufgeführt.

### Tischtennis
Bei der Mannschaftsmeisterschaft der Damen der Saison 1965/66 erreichte die Mannschaft des DJK mit 22:10 den dritten Platz in der ersten Südgruppe.

### Volleyball
Spätestens ab der Saison 1976/77 spielte die erste Männermannschaft in der 2. Bundesliga Süd. Nach der Folgesaison stieg die Mannschaft jedoch als letzter der Tabelle wieder in die Regionalliga ab.

## Lage der Sportstätten
Die Sportstätten der DJK liegen im äußersten Westen des Stadtteils Musikerviertel, beiderseits der Wern, an der Bellevue. 

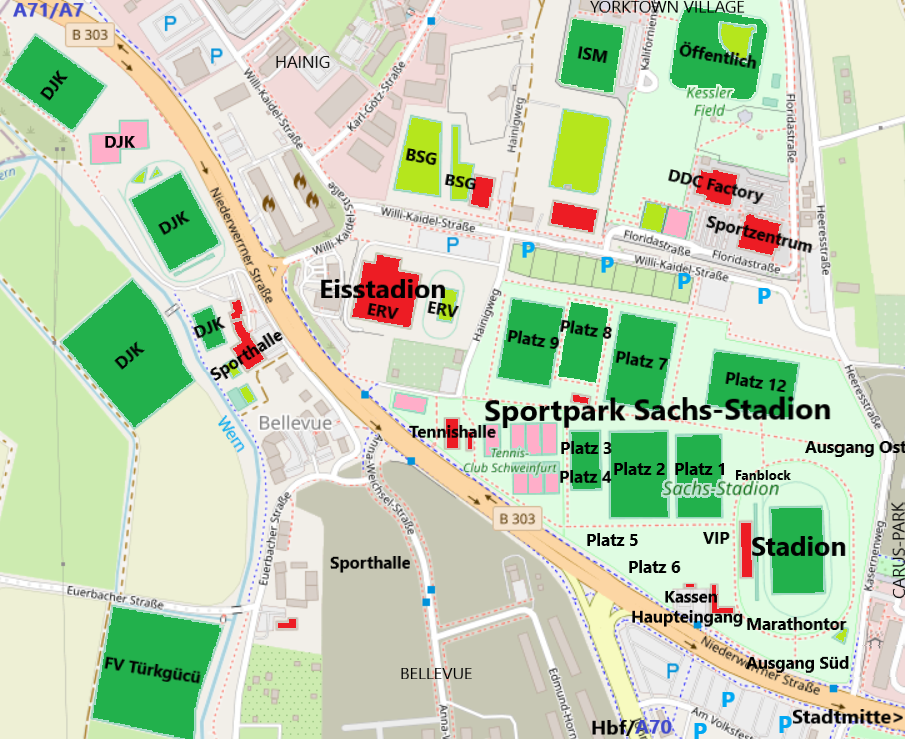
Lage der DJK-Sportstätten an der Bellevue, westlich des Sachs-Stadions